# Maurice Bartlett
Maurice Stevenson Bartlett, oft M. S. Bartlett zitiert, (* 18. Juni 1910 in Chiswick, London; † 8. Januar 2002 in Exmouth, Devon) war ein britischer Statistiker.

## Leben
Bartlett, der aus einfachen Verhältnissen stammte, studierte ab 1929 mit einem Stipendium am Queens College der Universität Cambridge Mathematik. Er hörte unter anderem bei John Wishart (in Statistik), Arthur Eddington und Paul Dirac. Er schrieb mehrere Arbeiten mit Wishart und stieß 1933 zur Statistiker-Gruppe von Egon Pearson am University College London, wo auch Jerzy Neyman, Ronald A. Fisher (mit dem er über statistische Inferenz zusammenarbeitete), J. B. S. Haldane waren. Er war dort 1933/34 Assistant Lecturer. 1934 wurde er Statistiker in der landwirtschaftlichen Versuchsstation von Imperial Chemical Industries (ICI) in Jealott´s Hill, wo er sich neben theoretischer Statistik und Genetik auch mit Intelligenz-Messungen beschäftigte. 1938 war er wieder an der Universität Cambridge als Lecturer in Mathematik, was er bis 1947 blieb. Im Zweiten Weltkrieg arbeitete er in der Raketenforschung, wo in dieser Zeit  David George Kendall sein Schüler wurde. Nach dem Krieg war er wieder in Cambridge, wo er sich mit stochastischen Prozessen und Zeitreihenanalyse beschäftigte. 1947 wurde er der erste Professor für mathematische Statistik an der University of Manchester, wo er sich unter anderem mit Epidemiologie beschäftigte. 1960 wurde er Professor für Statistik am University College London und ab 1967 Professor für Biomathematik an der Universität Oxford, wo er 1975 emeritierte. Auch danach blieb er aktiv in der Forschung und war unter anderem mehrfach am Institute of Advanced Studies der Australian National University.
Bartlett beschäftigte sich sowohl mit mathematischer Statistik als auch mit statistischen Methoden und Anwendungen, vor allem mit Datenanalyse (Analyse von Zeitreihen und räumliche Muster), statistischer Inferenz und multivariater Statistik. Ein nach ihm benannter statistischer Test (Bartlett-Test, 1937) untersucht Stichproben darauf, ob sie gleiche Varianz haben. Er beschäftigte sich weiter mit Statistik von Bevölkerungswachstum, von Epidemien und in der Psychologie. Er schrieb 1955 ein frühes Lehrbuch über stochastische Prozesse (nachdem ein Projekt zu einem Lehrbuch mit Moyal gescheitert war) und entwickelte einen Operatorformalismus für Markow-Prozesse.
Er war seit 1957 bis zu ihrem Tod 1998 mit Sheila Lockwood (geborene Chapman) verheiratet, mit der er eine Tochter hatte.
1933 erhielt er den Rayleigh-Preis, 1952 die Guy-Medaille in Silber und 1969 die in Gold der Royal Statistical Society, deren Präsident er 1966 war. Seit 1961 war er Fellow der Royal Society. 1971 erhielt er den Weldon Memorial Prize. 1959/1960 war er Präsident der Manchester Statistical Society. Er war seit 1993 Mitglied der National Academy of Sciences und war Ehrendoktor der University of Chicago (1966) und der University of Hull (1976). 1980 wurde er Ehrenmitglied des International Statistical Institute. 1971 erhielt er die Weldon Medaille der Universität Oxford.
1962 hielt er einen Vortrag auf dem Internationalen Mathematikerkongress in Stockholm (Statistical estimation of density functions).

## Schriften
- An Introduction to Stochastic Processes- with special reference to methods and applications, Cambridge University Press, 1955, ISBN 0-521-04116-3
- Stochastic Population Models in Ecology and Epidemiology, London, Methuen, 1960,  ISBN 0-416-52330-7
- Essays in Probability and Statistics, London, Methuen 1962, ISBN 0-416-64880-0
- Probability, Statistics and Time, London, Chapman and Hall, 1975,  ISBN 0-412-14150-7
- The Statistical Analysis of Spatial Pattern, London, Chapman and Hall 1976,  ISBN 0-412-14290-2
- Selected Papers of M. S. Bartlett, 3 Bände, Herausgeber R.G. Stanton, E.D. Johnson, D.S. Meek. Winnipeg, Charles Babbage Research Centre, 1989
- Chance and Change, in J. Gani (Herausgeber) The making of statisticans, Springer 1982, S. 41–60 (Autobiographisches)
- Interview mit Ingram Olkin, Statistical Science, Bd. 4, 1989, S. 151

## Verweise
1. ↑  Nachruf von Whittle in den Biographical Memoirs der Royal Society, im Independent 2002 gab er Scrooby, Nottinghamshire an
2. ↑  PDE, Projectile Development Establishment, in Wales und London

| Personendaten    | Personendaten                                |
| ---------------- | -------------------------------------------- |
| NAME             | Bartlett, Maurice                            |
| ALTERNATIVNAMEN  | Bartlett, Maurice Stevenson; Bartlett, M. S. |
| KURZBESCHREIBUNG | britischer Statistiker                       |
| GEBURTSDATUM     | 18. Juni 1910                                |
| GEBURTSORT       | Chiswick, London                             |
| STERBEDATUM      | 8. Januar 2002                               |
| STERBEORT        | Exmouth, Devon                               |